# Pinbit
Pinbitとは、主にコンピュータゲームの開発・製造・販売を行う日本の企業。

## 概要
2020年12月に起業した企業で、コンピュータゲーム開発を中心に操業している。
2015年Android向けに配信したカジュアルゲーム、『飛べゴリラ』を配信。2022年12月時点で200万ダウンロードを突破している。